# Doumen (köpinghuvudort i Kina, Zhejiang Sheng, lat 30,10, long 120,59)
Doumen är en köpinghuvudort i Kina. Den ligger i provinsen Zhejiang, i den östra delen av landet, omkring 44 kilometer sydost om provinshuvudstaden Hangzhou. Antalet invånare är 78 986. Befolkningen består av 38 193 kvinnor och 40 793 män. Barn under 15 år utgör 12,0 %, vuxna 15-64 år 81 %, och äldre över 65 år 6,0 %.
Runt Doumen är det mycket tätbefolkat, med 2 181 invånare per kvadratkilometer. Närmaste större samhälle är Shaoxing, 10,7 km söder om Doumen. Trakten runt Doumen består till största delen av jordbruksmark.
Genomsnittlig årsnederbörd är 1 912 millimeter. Den regnigaste månaden är juni, med i genomsnitt 316 mm nederbörd, och den torraste är november, med 74 mm nederbörd.